# Melaleuca clarksonii
Melaleuca clarksonii är en myrtenväxtart som beskrevs av Bryan Alwyn Barlow. Melaleuca clarksonii ingår i släktet Melaleuca och familjen myrtenväxter. Inga underarter finns listade i Catalogue of Life.